# Tonlesap Airlines
Tonlesap Airlines es una aerolínea con sede central en Phnom Penh, Camboya. Es una aerolínea regional que opera una red de vuelos de cabotaje regulares y vuelos internacionales a los países vecinos. Su base de operaciones principal es el Aeropuerto Internacional de Phnom Penh.
La aerolínea efectuó su primer vuelo el 21 de enero de 2011.

## Destinos
En enero de 2011, Tonlesap Airlines opera vuelos regulares de pasajeros a los siguientes destinos:

### Asia
- Camboya Camboya
  - Phnom Penh - Aeropuerto Internacional de Phnom Penh
  - Siem Reap - Aeropuerto Internacional de Siem Reap
- China China
  - Kunming - Aeropuerto Internacional de Kunming Wujiaba
- Laos Laos
  - Luang Prabang - Aeropuerto Internacional de Luang Prabang
- Taiwán Taiwán
  - Kaohsiung - Aeropuerto Internacional de Kaohsiung
  - Taipéi - Aeropuerto Internacional de Taiwán Taoyuan
- Tailandia Tailandia
  - Phuket - Aeropuerto Internacional de Phuket

## Flota
En enero de 2011, la flota de Tonlesap Airlines se compone de las siguientes aeronaves: